# Привольне (Макушинський округ)
Приво́льне (рос. Привольное) — присілок у складі Макушинського округу Курганської області, Росія.
Населення — 44 особи (2010, 185 у 2002).
Національний склад станом на 2002 рік:
- росіяни — 54 %
- казахи — 46 %